# Maracandus
Genre
Maracandus est un genre d'opilions laniatores de la famille des Assamiidae.

## Distribution
Les espèces de ce genre se rencontrent au Bangladesh et au Cambodge.

## Liste des espèces
Selon World Catalogue of Opiliones (20/06/2021) :
- Maracandus macei Simon, 1879
- Maracandus mouhoti Simon, 1879

## Publication originale
- Simon, 1879 : « Essai d'une classification des Opiliones Mecostethi. Remarques synonymiques et descriptions d'espèces nouvelles. Première partie. » Annales de la Société Entomologique de Belgique, vol. 22, p. 183–241 (texte intégral).